# ناحية رنكوس
ناحية رنكوس إحدى نواحي سوريا تتبع إداريّاً لمحافظة ريف دمشق منطقة التل ومركزها بلدة رنكوس، بلغ تعداد سكان الناحية 11,158 نسمة حسب التعداد السكاني لعام 2004.

## بلدات وقرى ناحية رنكوس
الفياضية، حوش عرب، الجرنية، المحبة، رنكوس، النور، سبنة، عين درة.